# Distritos de Serbia

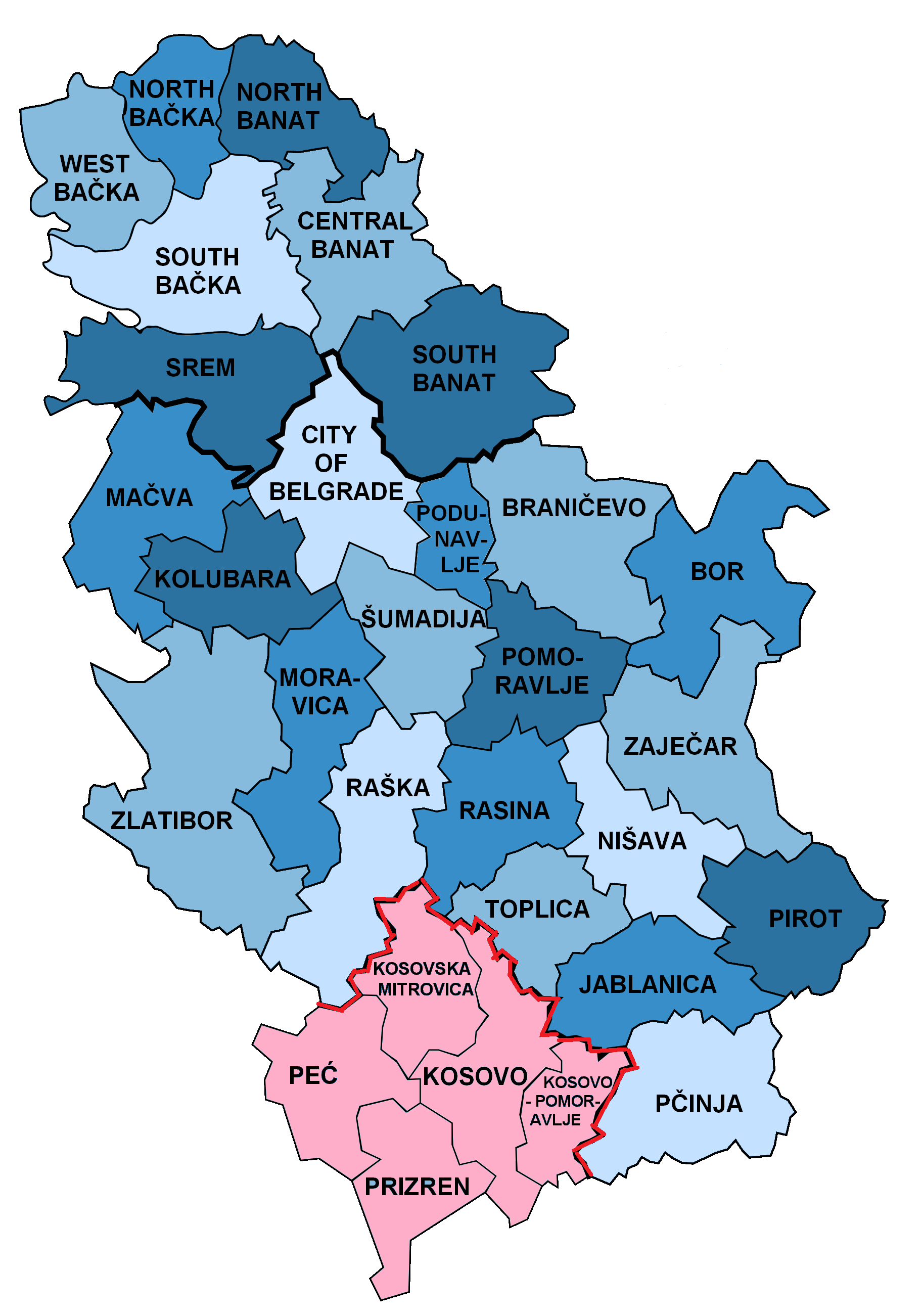
Mapa de los distritos de Serbia

Los distritos (en serbio Окрузи, Okruzi), denominados oficialmente distritos administrativos (управни окрузи, upravni okruzi) constituyen las unidades administrativas de primer nivel de Serbia y se subdividen a su vez en municipios y ciudades. Están regulados por el decreto del Gobierno de Serbia del 29 de enero de 1992, que los define como "centros regionales de la autoridad estatal". Disponen de un escaso margen de autogobierno, ya que básicamente se encargan de gestionar los asuntos que les delegan los ministerios del Gobierno estatal.
Hay 29 distritos en Serbia (7 en la Voivodina, 8 en Šumadija y Serbia Occidental, 9 en Serbia Meridional y Oriental y 5 en Kosovo. La única parte de Serbia que no forma parte de ningún distrito es el territorio perteneciente a la Ciudad de Belgrado, que dispone de un estatus especial muy similar al de un distrito. Cada distrito tiene la capital en la ciudad más grande.
Los distritos de Serbia suelen recibir el nombre de regiones históricas y geográficas, aunque algunos, como el distrito de Pčinja y el de Nišava, llevan el nombre de ríos locales. Su superficie y población son variables, desde el relativamente pequeño distrito de Podunavlje hasta el mucho más grande distrito de Zlatibor.

## Término
La palabra eslava okrug (округ) se utiliza para denominar un tipo de subdivisión administrativa en algunos estados. Su etimología es similar a la del alemán Kreis ("círculo", en su acepción de división administrativa), o al francés arrondissement, pues okrug es literalmente "algo que rodea".

## Definición
La organización territorial de Serbia está regulada por la "Ley de la Organización Territorial" adoptada por la Asamblea Nacional el 29 de diciembre de 2007. Según esta ley, la organización territorial de la república se compone de municipios, ciudades y provincias autónomas, y se otorga a la ciudad de Belgrado un estatus especial. Esta ley no menciona los distritos, pero éstos están definidos por el decreto del Gobierno de Serbia del 29 de enero de 1992 como "centros regionales de la autoridad del estado" que gestionan determinados asuntos que los ministerios delegan fuera de su sede.

### Distritos de Kosovo
Las leyes serbias tratan a Kosovo como parte integral de Serbia (Provincia Autónoma de Kosovo y Metohija). El decreto previamente mencionado define cinco distritos en el territorio de Kosovo. No obstante, desde 1999 Kosovo se encuentra bajo la administración de las Naciones Unidas (MINUK). En el año 2000, la administración de la MINUK modificó la organización territorial de Kosovo. Se suprimieron los cinco distritos y se crearon siete nuevos, que posteriormente fueron adoptados por Kosovo tras la declaración de independencia de 2008. El gobierno serbio no reconoce este cambio y sólo acepta los cinco distritos existentes antes del año 2000.

## Lista de distritos

### Distritos de Šumadija y Serbia Occidental
| Distrito                                  | Capital    | Superficie en km² | Población en 2011 | Habitantes por km² | Municipios y ciudades                                                                                                 | Poblaciones |
| ----------------------------------------- | ---------- | ----------------- | ----------------- | ------------------ | --- | ----------- |
| Distrito de Kolubara (Kolubarski okrug)   | Valjevo    | 2.474             | 174.228           | 70,4               | - Osečina - Ub - Lajkovac - Ciudad de Valjevo - Mionica - Ljig                                                        | 218         |
| Distrito de Mačva (Mačvanski okrug)       | Šabac      | 3.268             | 297.778           | 91,1               | - Bogatić - Ciudad de Šabac - Ciudad de Loznica - Vladimirci - Koceljeva - Mali Zvornik - Krupanj - Ljubovija         | 228         |
| Distrito de Moravica (Moravički okrug)    | Čačak      | 3.016             | 212.149           | 70,3               | - Gornji Milanovac - Ciudad de Čačak - Lučani - Ivanjica                                                              | 206         |
| Distrito de Pomoravlje (Pomoravski okrug) | Jagodina   | 2.614             | 212.839           | 84,8               | - Ciudad de Jagodina - Ćuprija - Paraćin - Svilajnac - Despotovac - Rekovac                                           | 191         |
| Distrito de Rasina (Rasinski okrug)       | Kruševac   | 2.667             | 240.463           | 90,2               | - Varvarin - Trstenik - Ćićevac - Ciudad de Kruševac - Aleksandrovac - Brus                                           | 296         |
| Distrito de Raška (Raški okrug)           | Kraljevo   | 3.918             | 300.102           | 76,6               | - Ciudad de Kraljevo - Vrnjačka Banja - Raška - Ciudad de Novi Pazar - Tutin                                          | 359         |
| Distrito de Šumadija (Šumadijski okrug)   | Kragujevac | 2.387             | 290.900           | 121,8              | - Aranđelovac - Topola - Rača - Batočina - Knić - Lapovo - Ciudad de Kragujevac                                       | 174         |
| Distrito de Zlatibor (Zlatiborski okrug)  | Užice      | 6.140             | 284.729           | 46,4               | - Bajina Bašta - Kosjerić - Ciudad de Užice - Požega - Čajetina - Arilje - Nova Varoš - Prijepolje - Sjenica - Priboj | 438         |

### Distritos de Serbia Meridional y Oriental
| Distrito                                  | Capital   | Superficie en km² | Población en 2011 | Habitantes por km² | Municipios y ciudades                                                                                   | Poblaciones |
| ----------------------------------------- | --------- | ----------------- | ----------------- | ------------------ | --- | ----------- |
| Distrito de Bor (Borski okrug)            | Bor       | 3.507             | 123.848           | 35,3               | - Bor - Kladovo - Majdanpek - Negotin                                                                   | 90          |
| Distrito de Braničevo (Braničevski okrug) | Požarevac | 3.865             | 180.480           | 46,7               | - Veliko Gradište - Ciudad de Požarevac - Golubac - Malo Crniće - Žabari - Petrovac - Kučevo - Žagubica | 189         |
| Distrito de Jablanica (Jablanički okrug)  | Leskovac  | 2.769             | 215.463           | 77,8               | - Ciudad de Leskovac - Bojnik - Lebane - Medveđa - Vlasotince - Crna Trava                              | 336         |
| Distrito de Nišava (Nišavski okrug)       | Niš       | 2.729             | 373.404           | 136,8              | - Aleksinac - Svrljig - Merošina - Ražanj - Doljevac - Gadžin Han - Ciudad de Niš                       | 285         |
| Distrito de Pčinja (Pčinjski okrug)       | Vranje    | 3.520             | 158.717           | 45,1               | - Vladičin Han - Surdulica - Bosilegrad - Trgovište - Ciudad de Vranje - Bujanovac - Preševo            | 363         |
| Distrito de Pirot (Pirotski okrug)        | Pirot     | 2.761             | 92.277            | 33,4               | - Bela Palanka - Pirot - Babušnica - Dimitrovgrad                                                       | 214         |
| Distrito de Podunavlje (Podunavski okrug) | Smederevo | 1.248             | 198.184           | 158,8              | - Ciudad de Smederevo - Smederevska Palanka - Velika Plana                                              | 58          |
| Distrito de Toplica (Toplički okrug)      | Prokuplje | 2.231             | 90.600            | 40,6               | - Prokuplje - Blace - Kuršumlija - Žitorađa                                                             | 267         |
| Distrito de Zaječar (Zaječarski okrug)    | Zaječar   | 3.623             | 118.295           | 32,6               | - Boljevac - Knjaževac - Ciudad de Zaječar - Sokobanja                                                  | 173         |

### Distritos de la Voivodina
| Distrito                                             | Capital           | Superficie en km² | Población en 2011 | Habitantes por km² | Municipios y ciudades | Poblaciones |
| ---------------------------------------------------- | ----------------- | ----------------- | ----------------- | ------------------ | --- | ----------- |
| Distrito de Banato Central (Srednjebanatski okrug)   | Zrenjanin         | 3.256             | 186.851           | 57,4               | - Novi Bečej - Nova Crnja - Žitište - Sečanj - Ciudad de Zrenjanin                                                                            | 55          |
| Distrito de Bačka del Norte (Severnobački okrug)     | Subotica          | 1.784             | 185.552           | 104,0              | - Ciudad de Subotica - Bačka Topola - Mali Iđoš                                                                                               | 45          |
| Distrito de Banato del Norte (Severnobanatski okrug) | Kikinda           | 2.329             | 146.690           | 63,0               | - Kanjiža - Senta - Ada - Čoka - Novi Kneževac - Kikinda                                                                                      | 50          |
| Distrito de Bačka del Sur (Južnobački okrug)         | Novi Sad          | 4.016             | 607.835           | 151,3              | - Srbobran - Bač - Bečej - Vrbas - Bačka Palanka - Bački Petrovac - Žabalj - Titel - Temerin - Beočin - Sremski Karlovci - Ciudad de Novi Sad | 77          |
| Distrito de Banato del Sur (Južnobanatski okrug)     | Pančevo           | 4.245             | 291.327           | 68,6               | - Plandište - Opovo - Kovačica - Alibunar - Vršac - Bela Crkva - Ciudad de Pančevo - Kovin                                                    | 94          |
| Distrito de Sirmia (Sremski okrug)                   | Sremska Mitrovica | 3.486             | 311.053           | 89,2               | - Šid - Inđija - Ciudad de Sremska Mitrovica - Irig - Ruma - Stara Pazova - Pećinci                                                           | 109         |
| Distrito de Bačka del Oeste (Zapadnobački okrug)     | Sombor            | 2.420             | 187.581           | 77,5               | - Ciudad de Sombor - Apatin - Odžaci - Kula                                                                                                   | 37          |

### Distritos de Kosovo y Metohija
Cinco de los distritos de Serbia se encuentran en el territorio de Kosovo, y comprenden 28 municipios y una ciudad. En el año 2000, la MINUK creó 7 distritos nuevos y 30 municipios. Serbia no ejerce soberanía sobre este sistema gubernamental. Dada la especial situación de Kosovo y Metohija, este territorio no fue incluido en el censo serbio de 2011, por lo que los últimos datos de que se dispone datan de 2002.
| Distrito                                                  | Capital            | Población en 2002 | Municipios y ciudades                                                                                                |
| --------------------------------------------------------- | ------------------ | ----------------- | --- |
| Distrito de Kosovo (Kosovski okrug)                       | Pristina           | 672.292           | - Ciudad de Pristina - Glogovac - Kosovo Polje - Lipljan - Obilić - Podujevo - Uroševac - Štimlje - Kačanik - Štrpce |
| Distrito de Kosovo-Pomoravlje (Kosovsko-Pomoravski okrug) | Gnjilane           | 217.726           | - Kosovska Kamenica - Novo Brdo - Gnjilane - Vitina                                                                  |
| Distrito de Kosovska Mitrovica (Kosovskomitrovički okrug) | Kosovska Mitrovica | 275.904           | - Kosovska Mitrovica - Leposavić - Srbica - Vučitrn - Zubin Potok - Zvečan                                           |
| Distrito de Peć (Pećki okrug)                             | Peć                | 414.187           | - Peć - Istok - Klina - Đakovica - Dečani                                                                            |
| Distrito de Prizren (Prizrenski okrug)                    | Prizren            | 376.085           | - Orahovac - Suva Reka - Prizren - Gora                                                                              |